# پاز اویل کمپانی

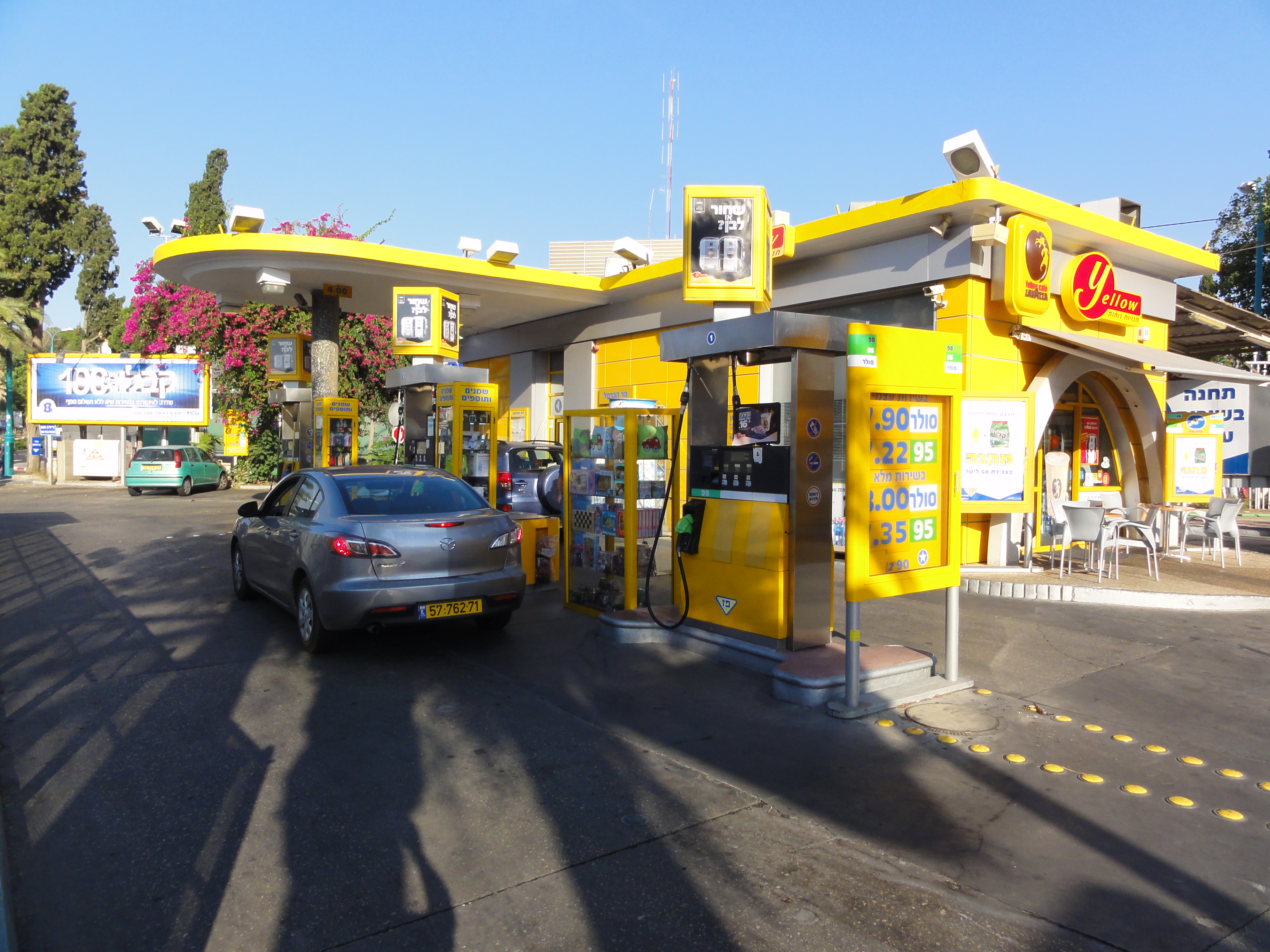
جایگاه پمپ بنزین پاز اویل در شهر حیفا

پاز اویل کمپانی (به انگلیسی: Paz Oil Company) شرکت نفت و گاز اسرائیلی است، که در زمینه عرضه نفت خام، ال‌پی‌جی، فراورده‌های نفتی و محصولات پتروشیمی فعالیت می‌کند. این شرکت با در اختیار داشتن شبکه‌ای از ۲۶۰ جایگاه پمپ بنزین، بزرگترین شرکت عرضه سوخت در اسرائیل می‌باشد.
شرکت پاز اویل در سال ۱۹۲۲ تحت نام آنگلو-آسیاتیک پترولیوم فعالیت خود را آغاز کرد. در فاصله سال‌های ۱۹۲۷ تا ۱۹۵۸ بخشی از گروه رویال داچ شل بود و تحت نام شل فلسطین فعالیت می‌نمود، که رنگ زرد موجود در لوگو و جایگاه‌های سوخت این شرکت نیز از همان سال‌ها باقی مانده است.
در سال ۱۹۹۹ پس از چندین بار دست به دست شدن، زادیک بینو؛ بازرگان اسرائیلی اکثریت سهام شرکت را بدست آورد و نام آن نیز به پاز اویل کمپانی تغییر یافت.
دفتر مرکزی این شرکت در شهر یاکوم، اسرائیل قرار دارد و بخشی از سهام آن در بازار بورس تل‌آویو معامله می‌شود.